# Chana (huyện)
Chana (tiếng Thái: จะนะ) là một huyện (amphoe) ở phía đông nam của tỉnh Songkhla, miền nam Thái Lan.

## Địa lý
Các huyện giáp ranh (từ phía đông theo chiều kim đồng hồ) là: Thepha, Na Thawi, Sadao, Hat Yai, Na Mom và Mueang Songkhla của tỉnh Songkhla. Về phía đông bắc là vịnh Thái Lan.

## Lịch sử
Ban đầu khu vực này tên là Ban Na theo tambon trung tâm, năm 1924, tên gọi đã đổi thành Chana để tránh nhầm lẫn với huyện Ban Na ở tỉnh Surat Thani.

## Hành chính
Huyện này được chia thành 14 phó huyện (tambon), các đơn vị này lại được chia ra thành 138 làng (muban). Chana là một thị trấn (thesaban tambon) nằm trên một phần của tambon Ban Na. Có 14 Tổ chức hành chính tambon.
| STT. | Tên             | Tên Thái   | Số làng | Dân số |  |
| ---- | --------------- | ---------- | ------- | ------ |  |
| 1.   | Ban Na          | บ้านนา      | 10      | 14.304 |  |
| 2.   | Pa Ching        | ป่าชิง       | 9       | 4.481  |  |
| 3.   | Saphan Mai Kaen | สะพานไม้แก่น | 8       | 5.858  |  |
| 4.   | Sakom           | สะกอม      | 9       | 7.656  |  |
| 5.   | Na Wa           | นาหว้า      | 12      | 7.022  |  |
| 6.   | Na Thap         | นาทับ       | 14      | 11.275 |  |
| 7.   | Nam Khao        | น้ำขาว      | 11      | 3.684  |  |
| 8.   | Khun Tat Wai    | ขุนตัดหวาย   | 9       | 2.750  |  |
| 9.   | Tha Mo Sai      | ท่าหมอไทร   | 11      | 6.166  |  |
| 10.  | Chanong         | จะโหนง     | 11      | 7.311  |  |
| 11.  | Khu             | คู          | 9       | 5.906  |  |
| 12.  | Khae            | แค         | 7       | 3.906  |  |
| 13.  | Khlong Pia      | คลองเปียะ   | 10      | 5.244  |  |
| 14.  | Taling Chan     | ตลิ่งชัน      | 8       | 8.832  |  |